# Teoremas de singularidad de Penrose-Hawking
Los teoremas de singularidad de Penrose-Hawking son un conjunto de resultados sobre la relatividad general de los astrofísicos Roger Penrose y Stephen Hawking que intentan responder a la pregunta de cuándo la gravitación produce singularidades. El teorema de singularidad de Penrose es un teorema de geometría semiriemanniana y su interpretación relativista general predice una singularidad gravitacional en la formación de agujeros negros. El teorema de singularidad de Hawking se basa en el teorema de Penrose y se interpreta como una singularidad gravitacional en la situación del Big Bang. Penrose recibió el Premio Nobel de Física en 2020 "por el descubrimiento de que la formación de agujeros negros es una predicción robusta de la teoría general de la relatividad", que compartió con Reinhard Genzel y Andrea Ghez.

## Singularidad
Una singularidad en las soluciones de las ecuaciones de campo de Einstein es una de tres cosas:
- Singularidades espaciales: La singularidad se encuentra en el futuro o pasado de todos los eventos dentro de una región determinada. La singularidad del Big Bang y la singularidad típica dentro de un agujero negro de Schwarzschild no cargado y no rotatorio son similares al espacio.
- Singularidades temporales: Son singularidades que un observador puede evitar porque no están necesariamente en el futuro de todos los eventos. Un observador podría moverse alrededor de una singularidad temporal. Estos son menos comunes en las soluciones conocidas de las ecuaciones de campo de Einstein.
- Singularidades nulas: Estas singularidades ocurren en superficies similares a la luz o nulas. Un ejemplo podría encontrarse en ciertos tipos de interiores de agujeros negros, como el horizonte de Cauchy de un agujero negro cargado (Reissner–Nordström) o rotatorio (Kerr).

Una singularidad puede ser fuerte o débil:
- Singularidades débiles: Una singularidad débil es aquella en la que las fuerzas de marea (que son responsables de la espaguetización en los agujeros negros) no son necesariamente infinitas. Un observador que cayera en una singularidad débil podría no ser destrozado antes de llegar a la singularidad, aunque las leyes de la física igualmente se romperían allí. El horizonte de Cauchy dentro de un agujero negro cargado o giratorio podría ser un ejemplo de una singularidad débil.
- Singularidades fuertes: Una singularidad fuerte es aquella en la que las fuerzas de marea se vuelven infinitas. En una singularidad fuerte, cualquier objeto sería destruido por fuerzas de marea infinitas a medida que se acerca a la singularidad. La singularidad en el centro de un agujero negro de Schwarzschild es un ejemplo de una singularidad fuerte.

Las singularidades espaciales son una característica de los agujeros negros no cargados y no rotatorios, tal como se describe en la métrica de Schwarzschild, mientras que las singularidades temporales son aquellas que ocurren en soluciones exactas de agujeros negros cargados o rotatorios. Ambos tienen la propiedad de incompletitud geodésica, en la cual ni un camino de luz ni un camino de partícula pueden extenderse más allá de un cierto tiempo propio o parámetro afín (siendo el parámetro afín el análogo nulo del tiempo propio).
El teorema de Penrose garantiza que ocurre algún tipo de incompletitud geodésica dentro de cualquier agujero negro siempre que la materia satisfaga condiciones de energía razonables. La condición de energía requerida para el teorema de singularidad del agujero negro es débil: dice que los rayos de luz siempre están enfocados juntos por la gravedad, nunca se separan, y esto es así siempre que la energía de la materia no sea negativa.
El teorema de singularidad de Hawking se aplica a todo el universo y funciona hacia atrás en el tiempo: garantiza que el Big Bang (clásico) tiene una densidad infinita. Este teorema es más restringido y sólo se cumple cuando la materia obedece a una condición de energía más fuerte, llamada condición de energía fuerte, en la que la energía es mayor que la presión. Toda materia ordinaria, con excepción de un valor esperado de vacío de un campo escalar, obedece a esta condición. Durante la inflación, el universo viola la condición de energía dominante, y se argumentó inicialmente (por ejemplo, por Starobinsky) que las cosmologías inflacionarias podrían evitar la singularidad inicial del big bang. Sin embargo, desde entonces se ha demostrado que las cosmologías inflacionarias aún son pasadas incompletas y, por lo tanto, requieren de una física distinta de la inflación para describir el límite pasado de la región inflacionaria del espacio-tiempo.
Todavía es una pregunta abierta si la relatividad general (clásica) predice singularidades espaciales en el interior de agujeros negros realistas cargados o rotatorios, o si estos son artefactos de soluciones de alta simetría y se convierten en singularidades nulas o temporales cuando se agregan perturbaciones.

## Interpretación y significado
En relatividad general, una singularidad es un lugar que los objetos o rayos de luz pueden alcanzar en un tiempo finito donde la curvatura se vuelve infinita o el espacio-tiempo deja de ser una variedad. Se pueden encontrar singularidades en todos los espaciotiempos de los agujeros negros, la métrica de Schwarzschild, la métrica de Reissner-Nordström, la métrica de Kerr y la métrica de Kerr-Newman, y en todas las soluciones cosmológicas que no tienen una energía de campo escalar o una constante cosmológica.[cita requerida]
No se puede predecir lo que podría salir de una singularidad de big bang en nuestro pasado, o lo que le sucede a un observador que cae en una singularidad de agujero negro en el futuro, por lo que se requiere una modificación de la ley física. Antes de Penrose, era concebible que las singularidades sólo se formaran en situaciones artificiales. Por ejemplo, en el colapso de una estrella para formar un agujero negro, si la estrella está girando y por lo tanto posee cierto momento angular, tal vez la fuerza centrífuga contrarresta parcialmente la gravedad y evita que se forme una singularidad. Los teoremas de singularidad demuestran que esto no puede suceder y que una singularidad siempre se formará una vez que se forme un horizonte de eventos.
En el ejemplo de la estrella que colapsa, dado que toda la materia y la energía son una fuente de atracción gravitatoria en la relatividad general, el momento angular adicional solo atrae a la estrella con más fuerza a medida que se contrae: la parte fuera del horizonte de eventos finalmente se asienta en un agujero negro de Kerr (ver Teorema de no-cabello). La parte dentro del horizonte de eventos necesariamente tiene una singularidad en algún lugar. La prueba es algo constructiva. – Esto demuestra que la singularidad se puede encontrar siguiendo los rayos de luz desde una superficie justo dentro del horizonte. Pero la prueba no dice qué tipo de singularidad ocurre, espacial, temporal, nula, orbifold, discontinuidad de salto en la métrica. Esto sólo garantiza que si se siguen las geodésicas temporales hacia el futuro, es imposible que el límite de la región que forman sea generado por las geodésicas nulas de la superficie. Esto significa que el límite debe venir de la nada o todo el futuro termina en alguna extensión finita.
Los teoremas de singularidad revelan una característica "filosófica" interesante de la relatividad general. Dado que la relatividad general predice la ocurrencia inevitable de singularidades, la teoría no está completa sin una especificación de lo que le sucede a la materia que entra en contacto con la singularidad. Se puede extender la relatividad general a una teoría de campo unificado, como el sistema Einstein-Maxwell-Dirac, donde no ocurren tales singularidades.

## Elementos de los teoremas
En la historia, existe una conexión profunda entre la curvatura de una variedad y su topología. El teorema de Bonnet-Myers establece que una variedad riemanniana completa que tiene una curvatura de Ricci en todos lados mayor que una cierta constante positiva debe ser compacta. La condición de curvatura de Ricci positiva se enuncia más convenientemente de la siguiente manera: para cada geodésica hay una geodésica cercana inicialmente paralela que se doblará hacia ella cuando se extienda, y las dos se intersecarán en una longitud finita.
Cuando dos geodésicas paralelas cercanas se intersecan (ver punto conjugado), la extensión de una de ellas ya no es el camino más corto entre los puntos finales. La razón es que dos caminos geodésicos paralelos necesariamente chocan después de una extensión de igual longitud, y si se sigue un camino hasta la intersección y luego el otro, se están conectando los puntos finales mediante un camino no geodésico de igual longitud. Esto significa que para que una geodésica sea una ruta de longitud más corta, nunca debe intersecar geodésicas paralelas vecinas.
Comenzando con una esfera pequeña y enviando geodésicas paralelas desde el límite, asumiendo que la variedad tiene una curvatura de Ricci limitada por debajo por una constante positiva, ninguna de las geodésicas son caminos más cortos después de un tiempo, ya que todas chocan con un vecino. Esto significa que después de una cierta extensión se han alcanzado todos los puntos potencialmente nuevos. Si todos los puntos de una variedad conexa están a una distancia geodésica finita de una esfera pequeña, la variedad debe ser compacta.
Roger Penrose argumentó de manera análoga en la relatividad. Si se siguen geodésicas nulas, las trayectorias de los rayos de luz, hacia el futuro, se generan puntos en el futuro de la región. Si un punto está en el límite del futuro de la región, solo se puede llegar a él yendo a la velocidad de la luz, no más lento, por lo que las geodésicas nulas incluyen todo el límite del futuro propio de una región.[cita requerida] Cuando las geodésicas nulas se intersecan, ya no están en el límite del futuro, sino en el interior del futuro. Entonces, si todas las geodésicas nulas chocan, no hay límite para el futuro.
En relatividad, la curvatura de Ricci, que determina las propiedades de colisión de las geodésicas, está determinada por el tensor de energía, y su proyección sobre los rayos de luz es igual a la proyección nula del tensor de energía-momento y siempre es no negativa. Esto implica que el volumen de una congruencia de geodésicas nulas paralelas, una vez que comienza a disminuir, llegará a cero en un tiempo finito. Una vez que el volumen es cero, hay un colapso en alguna dirección, por lo que cada geodésica interseca a alguna vecina.
Penrose concluyó que siempre que hay una esfera donde todos los rayos de luz salientes (y entrantes) convergen inicialmente, el límite del futuro de esa región terminará después de una extensión finita, porque todas las geodésicas nulas convergerán.  Esto es significativo porque los rayos de luz salientes para cualquier esfera dentro del horizonte de una solución de agujero negro son todos convergentes, por lo que el límite del futuro de esta región es compacto o surge de la nada. El futuro del interior termina después de una extensión finita o tiene un límite que en algún momento es generado por nuevos rayos de luz que no pueden rastrearse hasta la esfera original.

## Naturaleza de una singularidad
Los teoremas de singularidad utilizan la noción de incompletitud geodésica como sustituto de la presencia de curvaturas infinitas. La incompletitud geodésica es la noción de que existen geodésicas, caminos de observadores a través del espacio-tiempo, que solo pueden extenderse durante un tiempo finito medido por un observador que viaja a lo largo de una de ellas. Se supone que al final de la geodésica el observador ha caído en una singularidad o se ha topado con alguna otra patología en la que las leyes de la relatividad general se rompen.

### Supuestos de los teoremas
Normalmente, un teorema de singularidad tiene tres ingredientes:
- Una condición energética sobre la materia,
- Una condición sobre la estructura global del espacio-tiempo ,
- La gravedad es lo suficientemente fuerte (en algún lugar) como para atrapar una región.

Hay varias posibilidades para cada ingrediente y cada uno conduce a diferentes teoremas de singularidad.

### Herramientas empleadas
Una herramienta clave utilizada en la formulación y prueba de los teoremas de singularidad es la ecuación de Raychaudhuri, que describe la divergencia {\displaystyle \theta } de una congruencia (familia) de geodésicas. La divergencia de una congruencia se define como la derivada del logaritmo del determinante del volumen de congruencia. La ecuación de Raychaudhuri es:
{\displaystyle {\dot {\theta }}=-\sigma _{ab}\sigma ^{ab}-{\frac {1}{3}}\theta ^{2}-{E[{\vec {X}}]^{a}}_{a}}
dónde {\displaystyle \sigma _{ab}} es el tensor cortante de la congruencia y {\displaystyle {E[{\vec {X}}]^{a}}_{a}=R_{mn}\,X^{m}\,X^{n}} También se conoce como escalar de Raychaudhuri (consulte la página de congruencia para obtener más detalles). El punto clave es que {\displaystyle {E[{\vec {X}}]^{a}}_{a}} no será negativo siempre que se cumplan las ecuaciones de campo de Einstein y:
- La condición de energía nula se cumple y la congruencia geodésica es nula, o
- La condición de energía fuerte se mantiene y la congruencia geodésica es temporal.

Cuando esto se cumple, la divergencia se vuelve infinita en algún valor finito del parámetro afín. De esta manera, todas las geodésicas que parten de un punto en algún momento volverán a converger después de un tiempo finito, siempre que se mantenga la condición de energía apropiada, un resultado también conocido como teorema de enfoque.
Esto es relevante para las singularidades gracias al siguiente argumento:
1. Supongamos que tenemos un espacio-tiempo que es globalmente hiperbólico y dos puntos {\displaystyle p} y {\displaystyle q} que pueden estar conectados mediante una curva temporal o nula. Entonces existe una geodésica de longitud máxima que conecta {\displaystyle p} y {\displaystyle q}. Llámalo geodésico {\displaystyle \gamma }.
2. La geodésica {\displaystyle \gamma } Se puede variar a una curva más larga si se utiliza otra geodésica. {\displaystyle p} se cruza {\displaystyle \gamma } en otro punto, llamado punto conjugado.
3. Del teorema de enfoque, sabemos que todas las geodésicas de {\displaystyle p} tienen puntos conjugados en valores finitos del parámetro afín. En particular, esto es cierto para la geodésica de longitud máxima. Pero esto es una contradicción. – Por tanto, se puede concluir que el espacio-tiempo es geodésicamente incompleto.

En relatividad general, existen varias versiones del teorema de singularidad de Penrose-Hawking. La mayoría de las versiones establecen, aproximadamente, que si hay una superficie nula atrapada y la densidad de energía no es negativa, entonces existen geodésicas de longitud finita que no se pueden extender.
Estos teoremas, estrictamente hablando, prueban que hay al menos una geodésica no espacial que sólo es finitamente extensible hacia el pasado, pero hay casos en los que las condiciones de estos teoremas se obtienen de tal manera que todos los caminos espacio-temporales dirigidos hacia el pasado terminan en una singularidad.

### Versiones
Hay muchas versiones; a continuación se muestra la versión nula:
Asumir
1. Se cumple la condición de energía nula.
2. Tenemos una superficie de Cauchy conectada no compacta.
3. Tenemos una superficie nula atrapada cerrada {\displaystyle {\mathcal {T}}}.

Entonces, tenemos o bien una incompletitud geodésica nula, o bien curvas temporales cerradas.
Bosquejo de la prueba: Prueba por contradicción. El límite del futuro de {\displaystyle {\mathcal {T}}}, {\displaystyle {\dot {J}}({\mathcal {T}})} se genera a partir de segmentos geodésicos nulos que se originan a partir de {\displaystyle {\mathcal {T}}} con vectores tangentes ortogonales a ella. Al ser una superficie nula atrapada, por la ecuación nula de Raychaudhuri, ambas familias de rayos nulos emanan de {\displaystyle {\mathcal {T}}} se encontrará con cáusticos. (Una cáustica por sí sola no es problemática. Por ejemplo, el límite del futuro de dos puntos separados espacialmente es la unión de dos conos de luz futuros con las partes interiores de la intersección eliminadas. Las cáusticas ocurren donde los conos de luz se intersecan, pero no hay ninguna singularidad allí). Las geodésicas nulas que generan {\displaystyle {\dot {J}}({\mathcal {T}})} tienen que terminar, sin embargo, es decir, alcanzar sus puntos finales futuros en o antes de los cáusticos. De lo contrario, podemos tomar dos segmentos geodésicos nulos – cambiando en lo cáustico – y luego deformarlos ligeramente para obtener una curva temporal que conecta un punto en el límite con un punto en {\displaystyle {\mathcal {T}}}, una contradicción. Pero como {\displaystyle {\mathcal {T}}} es compacto, dada una parametrización afín continua de los generadores geodésicos, existe un límite inferior para el valor absoluto del parámetro de expansión. Por lo tanto, sabemos que se desarrollarán cáusticos para cada generador antes de que haya transcurrido un límite uniforme en el parámetro afín. Como resultado, {\displaystyle {\dot {J}}({\mathcal {T}})} Tiene que ser compacto. O bien tenemos curvas temporales cerradas, o podemos construir una congruencia mediante curvas temporales, y cada una de ellas tiene que intersecar la superficie de Cauchy no compacta exactamente una vez. Considere todas esas curvas temporales que pasan a través {\displaystyle {\dot {J}}({\mathcal {T}})} y mira su imagen en la superficie de Cauchy. Al ser un mapa continuo, la imagen también debe ser compacta. Al ser una congruencia temporal, las curvas temporales no pueden intersecarse y, por lo tanto, el mapa es inyectivo. Si la superficie de Cauchy no fuera compacta, entonces la imagen tendría un límite. Suponemos que el espacio-tiempo viene en una pieza conectada. Pero {\displaystyle {\dot {J}}({\mathcal {T}})} es compacto y sin límites porque el límite de un límite está vacío. Un mapa inyectivo continuo no puede crear un límite, lo que nos da nuestra contradicción.
Lagunas: si existen curvas temporales cerradas, entonces no es necesario que dichas curvas intersequen la superficie de Cauchy parcial. Si la superficie de Cauchy fuera compacta, es decir, el espacio es compacto, los generadores geodésicos nulos del límite pueden intersecarse en todas partes porque pueden intersecarse en el otro lado del espacio.
También existen otras versiones del teorema que involucran la condición de energía débil o fuerte.

### Gravedad modificada
En la gravedad modificada, las ecuaciones de campo de Einstein no se cumplen y, por lo tanto, estas singularidades no surgen necesariamente. Por ejemplo, en Gravedad Derivada Infinita, es posible que {\displaystyle {E[{\vec {X}}]^{a}}_{a}} ser negativo incluso si se cumple la condición de energía nula.